# Army of Hardcore
"Army of Hardcore" è un singolo del gruppo tedesco hard dance Scooter. È stato pubblicato il 2 novembre 2012 come secondo singolo dal loro sedicesimo album in studio Music for a Big Night Out.

## Tracce

### CD single
1. Army of Hardcore (versione radio) – 2:57
2. Army of Hardcore (Extended Club Mix) – 6:05

### Altre versioni ufficiali
- "Army of Hardcore" (BMG Remix) – 4:53; presente nella deluxe edition del diciassettesimo album in studio della band The Fifth Chapter.[2]